# روپیه هند
روپیه یکای پول رسمی هندوستان با علامت ₹ است. روپیهِ هند به عنوان پول قانونی در کشورهای همسایه نپال و بوتان پذیرفته شده‌است و این دو کشور پول رایج خود را بر اساس نرخ روپیهِ هند تثبیت کرده‌اند. روپیه به ۱۰۰ پیسه تقسیم می‌شود. ارزش بالاترین اسکناس کاغذی معادل دو هزار روپیه‌است و کم ارزش‌ترین سکه رایج در هند ۵۰ پیسه است. در سال ۲۰۱۶ اسکناس ۱۰۰۰ روپیه حذف و به‌جای آن اسکناس ۲۰۰۰ روپیه چاپ شد، ولی بعد از آن در سال ۲۰۲۳ بانک مرکزی هند چاپ ۲۰۰۰ روپیه را متوقف کرد، اما همچنان استفاده از آن قانونی است. هند تنها کشوری در جهان است که بر روی اسکناس‌های روپیه آن، ۱۷ زبان نوشته شده‌است.

## نرخ ارز
در گذشته طبق نرخ ارز ثابت ارزش روپیه وابسته به پوند استرلینگ انگلیس بود و پس از استقلال، بیش از ۳۰٪ از تجارت خارجی هند با پوند انگلیس بود. در سال ۱۹۷۵، نرخ ارز در هند متغیر شد اما ارزش روپیه در برابر سبد ارزی تثبیت شد و تحت کنترل شدید بانک مرکزی هند قرار گرفت. در سال‌های اخیر ارزش روپیه در مقایسه با اکثر یکاهای پول کاهش داشته‌است.

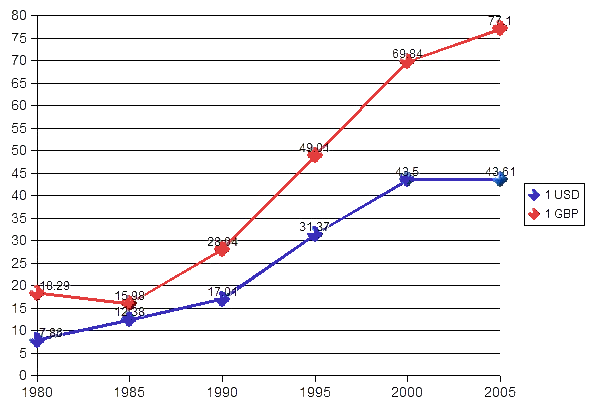
ارزش دلار آمریکا (آبی) و پوند بریتانیا (قرمز) در ۲۵ سال گذشته افزایش یافته‌است.

از زمان لیبرالیزاسیون اقتصاد هند، روپیه در تجارت و حساب‌جاری کاملاً گردش‌پذیری است. این شرایط این امکان را برای تجار و کارگران هندی فراهم کرده‌است که درآمدهای خود را در خارج در بازار ارزی به روپیه تبدیل کنند و تمامی محدودیت‌ها در ارز خارجی برای مبادلات تجاری موجود، سفر، تحصیل، مخارج درمانی و غیره از بین رفت. هند متعهد به این است که به تدریج به سمت گردش‌پذیری کامل حرکت کند، اگرچه محدودیت‌هایی در مورد حساب‌های سرمایه‌ای برای تشویق به جریان دوطرفه سرمایه و سرمایه‌گذاری وجود دارد.

## حذف ۵۰۰ و ۱۰۰۰ روپیه‌ای
دولت هند اسکناس‌های ۵۰۰ و ۱۰۰۰ روپیه‌ای را به علت مبارزه با فساد از چرخه خارج کرد
رئیس‌جمهور هند، نارندرا مودی، اعلام کرد اسکناس ۵۰۰ و ۱۰۰۰ روپیه‌ای از چرخه اقتصاد خارج می‌شوند. این تصمیم در پی بی‌نظمی که در اقتصاد این کشور اتفاق افتاده گرفته شده‌است.

## ارزها با بیشترین چرخش در بازار جهان
| رتبه       | ارزها         | کد ایزو ۴۲۱۷ (نشان) | ٪ سهم روزانه (۱۶ سپتامبر ۲۰۱۹) |
| ---------- | ------------- | ------------------- | ------------------------------ |
| ۱          | دلار آمریکا   | USD (US$)           | ۸۸٫۳%                          |
| ۲          | یورو          | EUR (€)             | ۳۲٫۳٪                          |
| ۳          | ین ژاپن       | JPY (¥)             | ۱۶٫۸٪                          |
| ۴          | پوند استرلینگ | GBP (£)             | ۱۲٫۸٪                          |
| ۵          | دلار استرالیا | AUD (A$)            | ۶٫۸٪                           |
| ۶          | دلار کانادا   | CAD (C$)            | ۵٫۰٪                           |
| ۷          | فرانک سوئیس   | CHF (Fr)            | ۵٫۰٪                           |
| ۸          | یوان چین      | CNY (元)            | ۴٫۳٪                           |
| ۹          | دلار هنگ کنگ  | HKD (HK$)           | ۳٫۵٪                           |
| ۱۰         | دلار نیوزیلند | NZD (NZ$)           | ۲٫۱٪                           |
| ۱۱         | کرون سوئد     | (kr) SEK            | ۲٫۰٪                           |
| ۱۲         | وون کره جنوبی | (₩) KRW             | ۲٫۰٪                           |
| ۱۳         | دلار سنگاپور  | SGD (S$)            | ۱٫۸%                           |
| ۱۴         | کرون نروژ     | NOK (kr)            | ۱٫۸٪                           |
| ۱۵         | پزو مکزیک     | MXN ($)             | ۱٫۷٪                           |
| دیگر ارزها | دیگر ارزها    | دیگر ارزها          | ۱۳٫۸٪                          |
| جمع کل     | جمع کل        | جمع کل              | ۲۰۰٪                           |